# Цомая Борис Герасимович
Борис Герасимович Цомая (1 січня 1914, село Сіріачконі, тепер муніципалітету Сенакі мхаре Самегрело-Земо-Сванеті, Грузія — 23 листопада 1986, місто Київ) — радянський діяч промисловості, заступник голови Держплану УРСР, директор заводу.

## Життєпис
Народився в селянській родині. Трудову діяльність розпочав у 1932 році техніком-технологом консервного заводу.
У 1940 році закінчив Миколаївський кораблебудівний інститут.
Член ВКП(б) з 1940 року.
У 1940—1952 роках — інженер суднобудівного заводу міста Владивостока, начальник цеху морського заводу № 201 у місті Поті, директор судноремонтного-суднобудівного заводу в місті Поті Грузинської РСР.
У 1952—1957 роках — на керівних посадах у Міністерстві суднобудівної промисловості СРСР.
У червні 1957 — березні 1958 року — начальник управління суднобудівної промисловості Ради народного господарства (раднаргоспу) Херсонського економічного адміністративного району.
У березні — серпні 1958 року — заступник із оборонної промисловості голови Ради народного господарства (раднаргоспу) Херсонського економічного адміністративного району. У серпні 1958 — жовтні 1960 року — 1-й заступник голови Ради народного господарства (раднаргоспу) Херсонського економічного адміністративного району.
У жовтні 1960 — жовтні 1965 року — заступник голови Української Ради народного господарства (Українського раднаргоспу).
У листопаді 1965—1982 роках — заступник голови Державного планового комітету (Держплану) Української РСР.
З 1982 року — персональний пенсіонер союзного значення в місті Києві.
Помер 23 листопада 1986 року після тяжкої тривалої хвороби в Києві.

## Нагороди
- орден Жовтневої Революції (7.04.1976)
- три ордени Трудового Червоного Прапора
- орден «Дружби народів»
- медаль «За оборону Кавказу» (1945)
- вісім медалей
- дві Почесні грамоти Президії Верховної Ради Української РСР (30.12.1963)
- Заслужений працівник промисловості Української РСР